# Głębokie (obwód brzeski)
Głębokie (biał. Глыбокае, Hłybokaje; ros. Глыбокое, Głybokoje) – wieś na Białorusi, w obwodzie brzeskim, w rejonie żabineckim, w sielsowiecie Krzywlany.

## Historia
Dawniej wieś i majątek ziemski (folwark). W XIX i w początkach XX w. położone było w Rosji, w guberni grodzieńskiej, w powiecie prużańskim, w gminie Murawiewskiej.
W dwudziestoleciu międzywojennym leżało w Polsce, w województwie poleskim, w powiecie kobryńskim, do 18 kwietnia 1928 w gminie Matiasy, następnie w gminie Tewle. W 1921 wieś liczyła 179 mieszkańców, zamieszkałych w 29 budynkach, w tym 125 Białorusinów, 40 Polaków i 14 Rusinów. 167 mieszkańców było wyznania prawosławnego i 12 rzymskokatolickiego. Folwark liczył zaś 24 mieszkańców, zamieszkałych w 2 budynkach, wyłącznie Polaków. 18 mieszkańców było wyznania prawosławnego, 5 rzymskokatolickiego i 1 ewangelickiego.
Po II wojnie światowej w granicach Związku Sowieckiego. Od 1991 w niepodległej Białorusi.